# Comtat (País Valencià)
|  | Aquest article tracta sobre la comarca valenciana. Vegeu-ne altres significats a «comte». |

El Comtat és una comarca central del País Valencià, amb capital a Cocentaina. L'any 2021 tenia 28.112 habitants.

## Geografia i economia
El Comtat limita al nord i oest amb la Vall d'Albaida i la Safor, a l'est amb la Marina Alta i la Marina Baixa i al sud amb l'Alcoià.
El Comtat està ubicat al nord de la província d'Alacant, i el seu accident geogràfic més important és la gran depressió de la Foia de Cocentaina, prolongada en la vall de Perputxent. Aquesta depressió, vertebrada pel riu Serpis, es troba envoltada d'un conjunt de serres que sobrepassen els mil metres d'altitud: la serra de Mariola, la Serra d'Aitana, la serra del Benicadell, la Serreta, la Serrella, la serra d'Alfaro, etc.
Malgrat que en la proposta oficial de la Generalitat apareix com una comarca separada de l'Alcoià, la gran majoria de geògrafs que han elaborat propostes de comarcalització identifiquen aquestes dues comarques unides en una sola amb el nom de Valls d'Alcoi o Muntanyes d'Alcoi; la qual cosa tindria més sentit per les relacions econòmiques, històriques i culturals amb Alcoi i la resta de la comarca.
Actualment, 11 poblacions del Comtat estan organitzades formant la mancomunitat de Mariola, sota la presidència de Rafael Climent, alcalde de Muro.
L'economia de gran part de la comarca està basada en l'agricultura de secà, encara que la Foia de Cocentaina està fortament industrialitzada, sobretot en indústria tèxtil, i antigament també en calcer i indústria paperera.
| |          |          |          |
| \| Municipi \| Població \| Extensió \| Densitat \| \| ------------------ \| -------- \| -------- \| -------- \| \| Agres \| 580 \| 25,80 \| 22.48 \| \| Alcoleja \| 181 \| 14,60 \| 12.40 \| \| Alcosser de Planes \| 243 \| 4,70 \| 51.70 \| \| Alfafara \| 408 \| 19,80 \| 20.61 \| \| Almudaina \| 117 \| 8,80 \| 13,30 \| \| l'Alqueria d'Asnar \| 498 \| 0,70 \| 711,43 \| \| Balones \| 134 \| 11,20 \| 11,96 \| \| Benasau \| 170 \| 9,00 \| 18,89 \| \| Beniarrés \| 1.083 \| 20,20 \| 53,61 \| \| Benilloba \| 737 \| 9,50 \| 77,58 \| \| Benillup \| 101 \| 3,40 \| 29,71 \| \| Benimarfull \| 397 \| 5,60 \| 70,89 \| \| Benimassot \| 97 \| 9,50 \| 10.21 \| \| Cocentaina \| 11.451 \| 52,80 \| 216,88 \| \| Fageca \| 105 \| 10,20 \| 10,29 \| \| Famorca \| 45 \| 9,60 \| 4,69 \| \| Gaianes \| 505 \| 9,60 \| 52,60 \| \| Gorga \| 261 \| 9,10 \| 28,68 \| \| Millena \| 242 \| 9,80 \| 24,69 \| \| Muro d'Alcoi \| 9.326 \| 30,50 \| 305.77 \| \| l'Orxa \| 584 \| 31,80 \| 18,36 \| \| Planes \| 693 \| 38,90 \| 17,81 \| \| Quatretondeta \| 117 \| 16,70 \| 7,01 \| \| Tollos \| 37 \| 14,60 \| 2,53 \| \| Total \| 28.112 \| 376,40 \| 74,69 \| |          |          |          |
| Municipi | Població | Extensió | Densitat |
| Agres | 580      | 25,80    | 22.48    |
| Alcoleja | 181      | 14,60    | 12.40    |
| Alcosser de Planes | 243      | 4,70     | 51.70    |
| Alfafara | 408      | 19,80    | 20.61    |
| Almudaina | 117      | 8,80     | 13,30    |
| l'Alqueria d'Asnar | 498      | 0,70     | 711,43   |
| Balones | 134      | 11,20    | 11,96    |
| Benasau | 170      | 9,00     | 18,89    |
| Beniarrés | 1.083    | 20,20    | 53,61    |
| Benilloba | 737      | 9,50     | 77,58    |
| Benillup | 101      | 3,40     | 29,71    |
| Benimarfull | 397      | 5,60     | 70,89    |
| Benimassot | 97       | 9,50     | 10.21    |
| Cocentaina | 11.451   | 52,80    | 216,88   |
| Fageca | 105      | 10,20    | 10,29    |
| Famorca | 45       | 9,60     | 4,69     |
| Gaianes | 505      | 9,60     | 52,60    |
| Gorga | 261      | 9,10     | 28,68    |
| Millena | 242      | 9,80     | 24,69    |
| Muro d'Alcoi | 9.326    | 30,50    | 305.77   |
| l'Orxa | 584      | 31,80    | 18,36    |
| Planes | 693      | 38,90    | 17,81    |
| Quatretondeta | 117      | 16,70    | 7,01     |
| Tollos | 37       | 14,60    | 2,53     |
| Total | 28.112   | 376,40   | 74,69    |

## Història
Al Comtat s'han descobert una gran quantitat d'assentaments prehistòrics, tant del Paleolític, del Neolític, com de l'edat del bronze. De fet, a Beniarrés, es troba la cova de l'Or,que ha estat catalogada com el jaciment neolític més important del País Valencià. També, el Comtat és una de les zones on més acumulació hi ha de jaciments de pintures rupestres incloses en el Patrimoni de la Humanitat de l'Art rupestre de l'arc mediterrani de la península Ibèrica.
A l'època ibèrica el Comtat torna a ser una important regió. De fet, una de les grans regions iberes del sud-est peninsular s'anomena Contestania. Al comtat, sobretot a la Foia de Cocentaina, abunden els jaciments arqueològics: l'Alberri, la Serrella, les Jovades, la Covalta, el Cabeço de Mariola, etc.
Malgrat això, es podria dir que una part molt important de la història del Comtat es desenvolupa a l'edat mitjana, al voltant de l'estratègic castell de Cocentaina i el comtat que allí es va crear, donant així el nom a la comarca. El primer comte de Cocentaina fou l'almirall Roger de Llúria. Des d'aleshores, les poblacions cristianes i musulmanes conviviren en aquestes terres durant un llarg període. Això va provocar nombroses revoltes i situacions conflictives, com per exemple les tres revoltes morisques d'Al-Azraq, al segle xiii. Passà per compra als Roís de Corella, d'origen navarrès.
El 1609, l'expulsió dels moriscos fou especialment dramàtica per a la comarca, no sols per les revoltes que es van originar, sinó també perquè, finalment, moltes poblacions quedaren despoblades i la gran majoria de terres foren abandonades. El comtat passà posteriorment als Benavides, i per enllaç matrimonial als Fernández de Córdoba. Recentment, als Hohenlohe-Langenburg.
Probablement, per la influència del veí poble d'Alcoi, la Foia de Cocentaina es beneficià d'una creixent industrialització que hui en dia encara és la base econòmica de la comarca.

## Delimitacions històriques
La comarca del Comtat és de creació moderna, l'any 1989, i històricament i íntegrament formava part de l'antiga comarca de les Valls d'Alcoi. Aquesta comarca apareix al mapa de comarques d'Emili Beüt, Comarques naturals del Regne de València, publicat l'any 1934.
A més, el Comtat històric sols englobava Muro, Cocentaina, L'Alqueria d'Asnar, Gaianes i Alcosser de Planes, que junt a la vall de Perputxent i la Baronia de Planes formaven en l'edat mitjana el quarter de Cocentaina. Així i tot, els pobles del Comtat sempre han estat considerats com a part de la comarca d'Alcoi, per tant l'actual divisió entre l'Alcoià i el Comtat és recent.
Frainós és una subcomarca del Comtat formada pels municipis d'Alcoleja, Benasau i Benilloba.